# Fläsch
Fläsch est une commune suisse du canton des Grisons, située dans la région de Landquart.

## Prix
En 2010, cette commune viticole d'où vient en particulier le Bündner Herrschaft, remporte le Prix Wakker.

## Monuments
La forteresse de Luziensteig située au col de Saint-Luzisteig, les ruines du château de Grafenberg ainsi que le site archéologique de la Kleine Schanze sont inscrits comme biens culturels d'importance nationale. L'église réformée et le site préhistorique de Matlusch-Kopf sont, eux, listés comme biens culturels d'importance régionale.